# Primož Benko
Primož Benko, slovenski kitarist in pevec, * 14. marec 1977.
Benko je kitarist in spremljevalni vokal v slovenski rock skupini Siddharta.
1. ↑  Freebase Data Dumps — Google.